# Fescamps
Fescamps est une commune française située dans le département de la Somme en région Hauts-de-France.

## Géographie

### Localisation
Fescamps est un village picard situé au sein de la région naturelle du Santerre et du pays de l'Amiénois, limitrophe de l'Oise.
À vol d'oiseau, la localité est située à 8 km à l'est de Montdidier, 10 km au sud-ouest de Roye, 27 km au nord-ouest de Compiègne, 40 km au sud-est d'Amiens et à 48 km au nord-est de Beauvais.
Le territoire de la commune est limitrophe de ceux de six communes.Les communes limitrophes sont  Boulogne-la-Grasse, Bus-la-Mésière, Grivillers, Laboissière-en-Santerre, Piennes-Onvillers et Remaugies.

### Hydrographie
La commune est située dans le bassin Artois-Picardie. Elle n'est drainée par aucun cours d'eau.

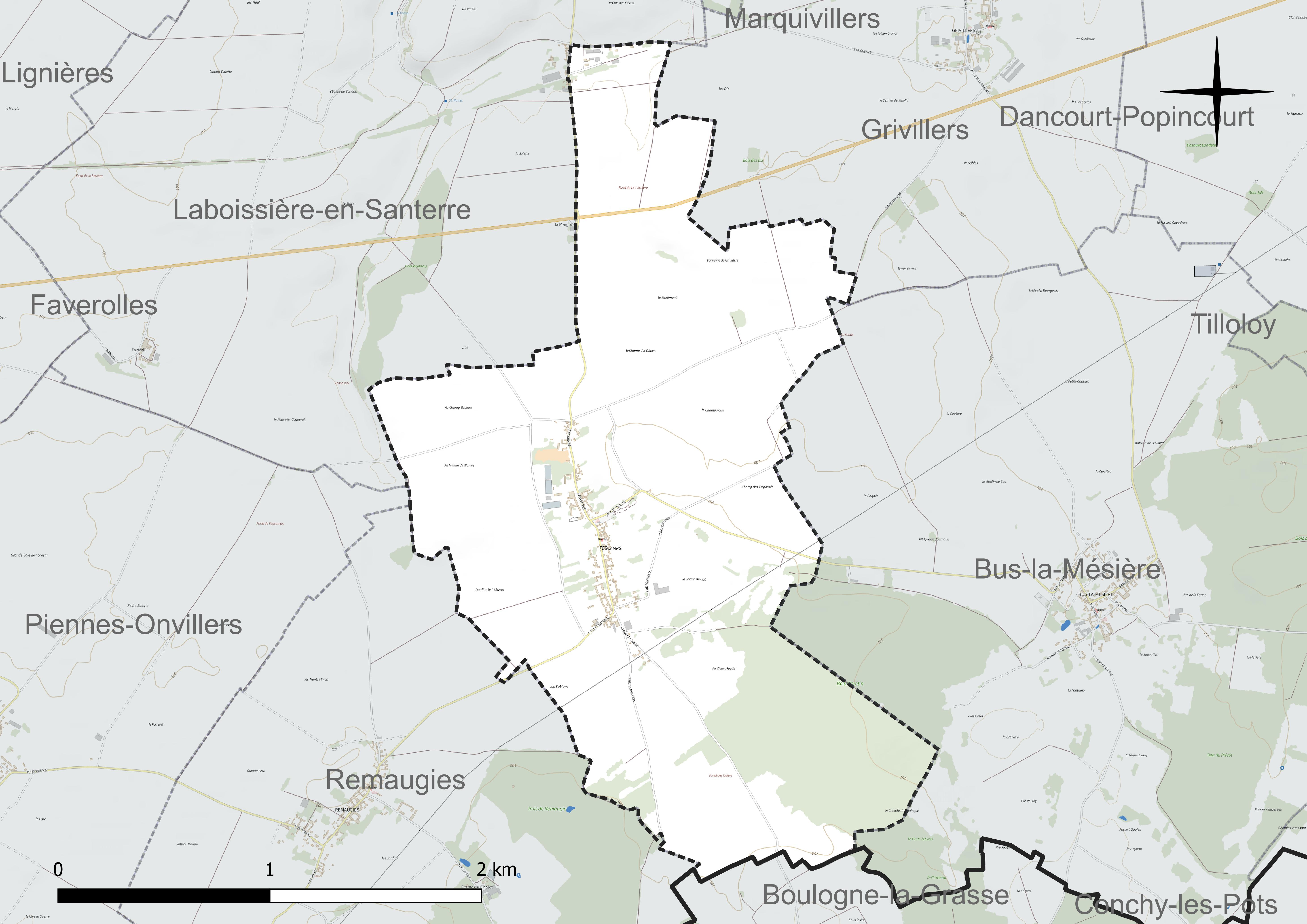
Réseau hydrographique de Fescamps.

### Climat
Pour des articles plus généraux, voir Climat des Hauts-de-France et Climat de la Somme.
En 2010, le climat de la commune est de type climat océanique dégradé des plaines du Centre et du Nord, selon une étude du CNRS s'appuyant sur une série de données couvrant la période 1971-2000. En 2020, Météo-France publie une typologie des climats de la France métropolitaine dans laquelle la commune est exposée à un climat océanique et est dans la région climatique Nord-est du bassin Parisien, caractérisée par un ensoleillement médiocre, une pluviométrie moyenne régulièrement répartie au cours de l'année et un hiver froid (3 °C).
Pour la période 1971-2000, la température annuelle moyenne est de 10,4 °C, avec une amplitude thermique annuelle de 14,6 °C. Le cumul annuel moyen de précipitations est de 704 mm, avec 11,6 jours de précipitations en janvier et 8,3 jours en juillet. Pour la période 1991-2020, la température moyenne annuelle observée sur la station météorologique la plus proche, située sur la commune de Godenvillers à 11 km à vol d'oiseau, est de 11,1 °C et le cumul annuel moyen de précipitations est de 701,9 mm,. Pour l'avenir, les paramètres climatiques de la commune estimés pour 2050 selon différents scénarios d'émission de gaz à effet de serre sont consultables sur un site dédié publié par Météo-France en novembre 2022.

## Urbanisme

### Typologie
Au 1er janvier 2024, Fescamps est catégorisée commune rurale à habitat dispersé, selon la nouvelle grille communale de densité à sept niveaux définie par l'Insee en 2022.
Elle est située hors unité urbaine. Par ailleurs la commune fait partie de l'aire d'attraction de Montdidier, dont elle est une commune de la couronne,. Cette aire, qui regroupe 23 communes, est catégorisée dans les aires de moins de 50 000 habitants,.

### Occupation des sols
L'occupation des sols de la commune, telle qu'elle ressort de la base de données européenne d'occupation biophysique des sols Corine Land Cover (CLC), est marquée par l'importance des territoires agricoles (85,4 % en 2018), une proportion identique à celle de 1990 (85,4 %). La répartition détaillée en 2018 est la suivante : 
terres arables (75,3 %), forêts (14,6 %), zones agricoles hétérogènes (10,1 %). L'évolution de l'occupation des sols de la commune et de ses infrastructures peut être observée sur les différentes représentations cartographiques du territoire : la carte de Cassini (XVIIIe siècle), la carte d'état-major (1820-1866) et les cartes ou photos aériennes de l'IGN pour la période actuelle (1950 à aujourd'hui).

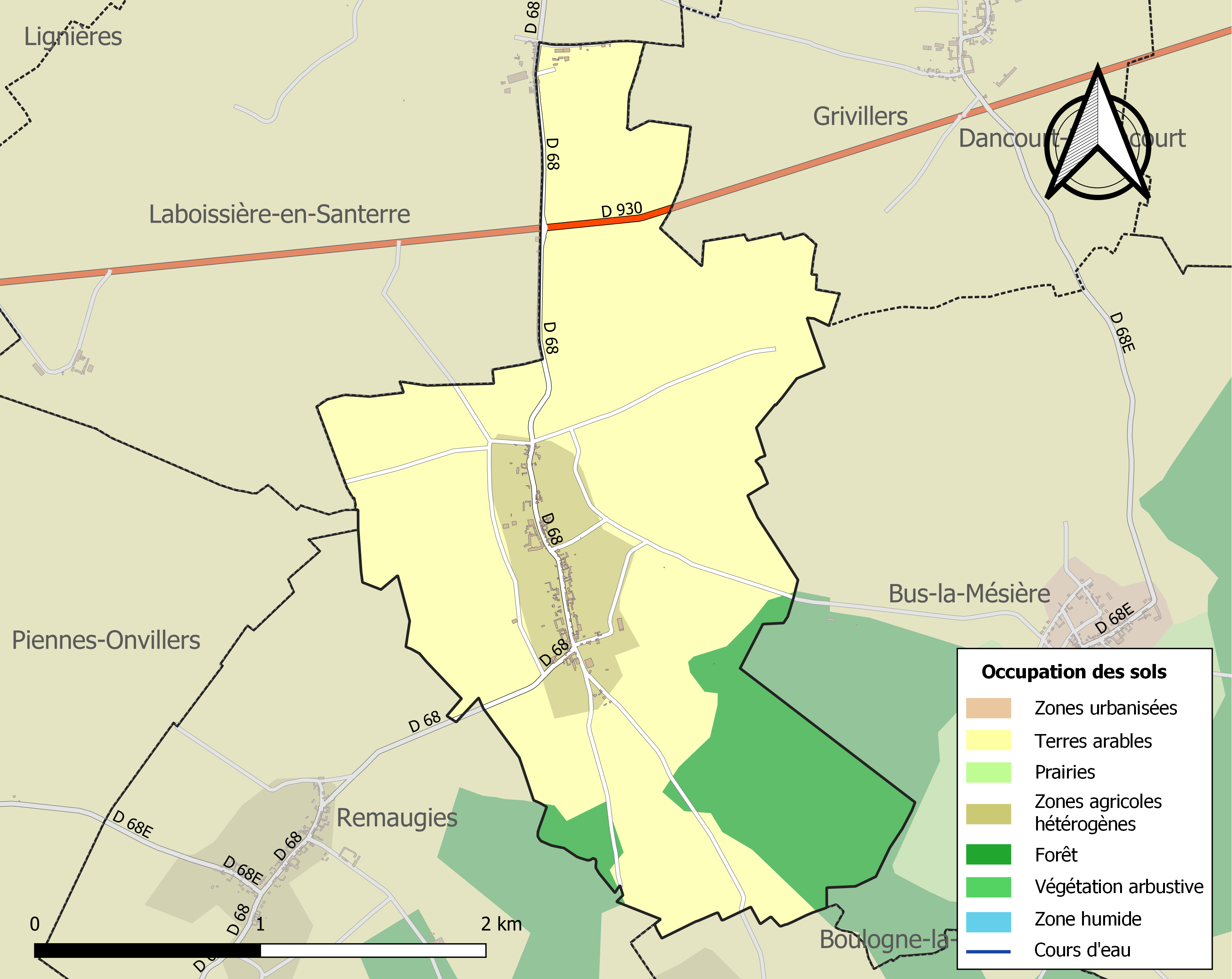
Carte des infrastructures et de l'occupation des sols de la commune en 2018 (CLC).

## Toponymie
Le nom de la localité est attesté sous les formes Fiscampus en 1112 ; Fescampus en 1112 ; Fiscamnum… ; Fæcamps en 1348 ; Feschamps en 1567 ; Fescamp en 1657 ; Fecamp en 1733 ; Fescamps en 1753 ; Fecamps en 1761.
Du bas latin fiscus et campos « champs du domaine du roi, ou de l'Eglise ».

## Histoire
En 1112, la comtesse Adèle de Vermandois, fille d'Herbert IV, possédait la terre de Fescamps.
En décembre 1466, par ses lettres patentes, le roi Louis XI (1423-1483) octroya son amortissement à l'abbaye bénédictine de Fescamps.

## Politique et administration

### Liste des maires
| Période                                  | Période                       | Identité       | Étiquette | Qualité                                                                                    |
| ---------------------------------------- | ----------------------------- | -------------- | --------- | ------------------------------------------------------------------------------------------ |
| Les données manquantes sont à compléter. |                               |                |           |                                                                                            |
| 1994                                     | En cours (au 10 juillet 2020) | Pascal Lefevre |           | Agriculteur Vice-président de la CC du Grand Roye (2017 → ) Réélu pour le mandat 2020-2026 |

### Distinctions et labels
Une fleur est attribuée en 2007 par le Conseil des Villes et Villages Fleuris de France au Concours des villes et villages fleuris.

## Population et société

### Démographie
L'évolution du nombre d'habitants est connue à travers les recensements de la population effectués dans la commune depuis 1793. Pour les communes de moins de 10 000 habitants, une enquête de recensement portant sur toute la population est réalisée tous les cinq ans, les populations de référence des années intermédiaires étant quant à elles estimées par interpolation ou extrapolation. Pour la commune, le premier recensement exhaustif entrant dans le cadre du nouveau dispositif a été réalisé en 2007.

En 2022, la commune comptait 134 habitants, en évolution de −4,96 % par rapport à 2016 (Somme : −1,26 %, France hors Mayotte : +2,11 %).
| 1793 | 1800 | 1806 | 1821 | 1831 | 1836 | 1841 | 1846 | 1851 |
| ---- | ---- | ---- | ---- | ---- | ---- | ---- | ---- | ---- |
| 300  | 320  | 370  | 379  | 308  | 318  | 315  | 329  | 339  |

| 1856 | 1861 | 1866 | 1872 | 1876 | 1881 | 1886 | 1891 | 1896 |
| ---- | ---- | ---- | ---- | ---- | ---- | ---- | ---- | ---- |
| 317  | 308  | 314  | 282  | 315  | 302  | 307  | 311  | 308  |

| 1901 | 1906 | 1911 | 1921 | 1926 | 1931 | 1936 | 1946 | 1954 |
| ---- | ---- | ---- | ---- | ---- | ---- | ---- | ---- | ---- |
| 349  | 310  | 284  | 253  | 279  | 230  | 227  | 216  | 192  |

| 1962 | 1968 | 1975 | 1982 | 1990 | 1999 | 2006 | 2007 | 2012 |
| ---- | ---- | ---- | ---- | ---- | ---- | ---- | ---- | ---- |
| 170  | 153  | 134  | 105  | 133  | 140  | 143  | 143  | 146  |

| 2017 | 2022 | - | - | - | - | - | - | - |
| ---- | ---- | - | - | - | - | - | - | - |
| 138  | 134  | - | - | - | - | - | - | - |

### Enseignement
Le village n'a plus d'école primaire.

## Culture locale et patrimoine

### Lieux et monuments
- Église Saint-Pierre.

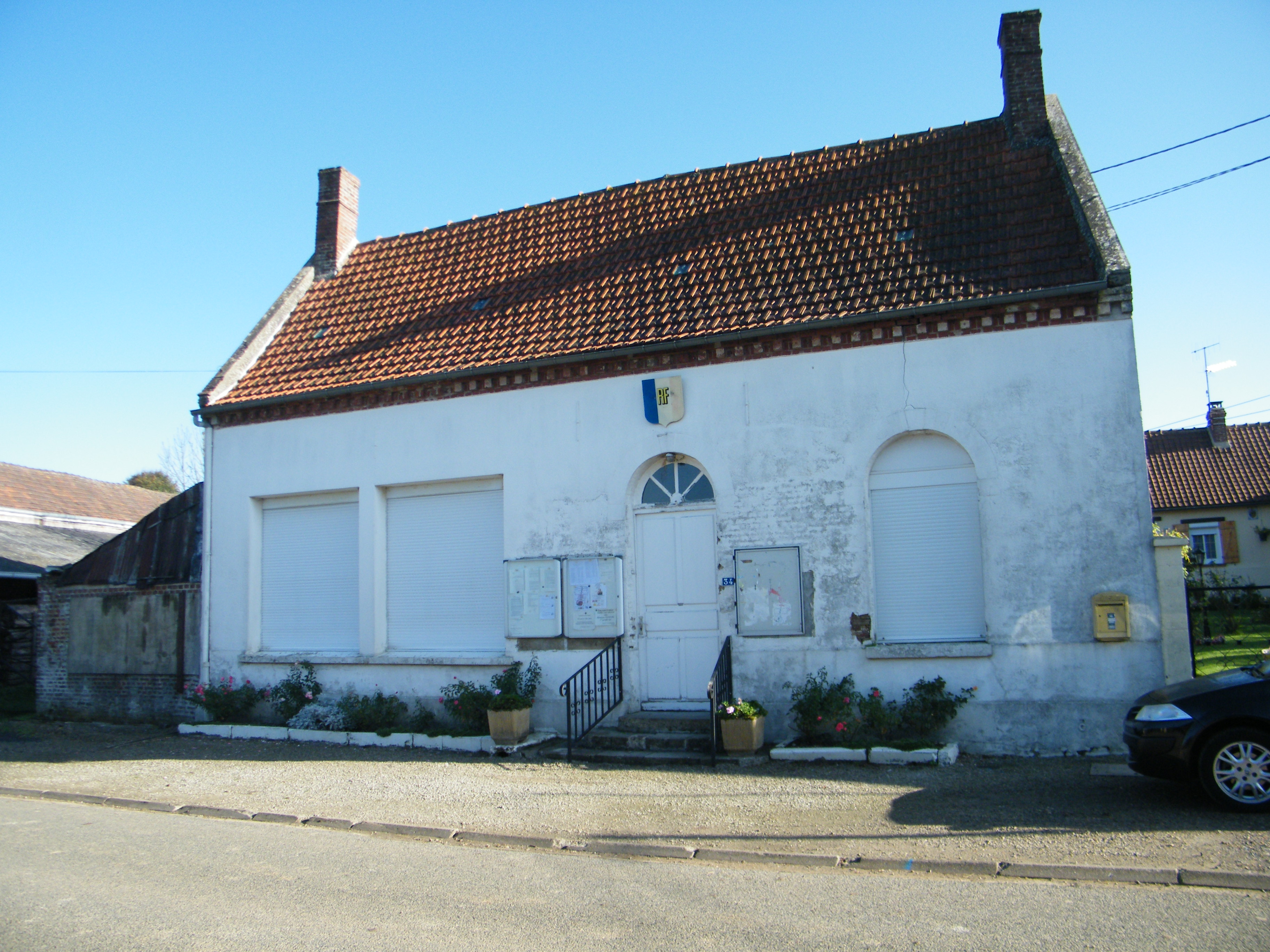
Mairie.
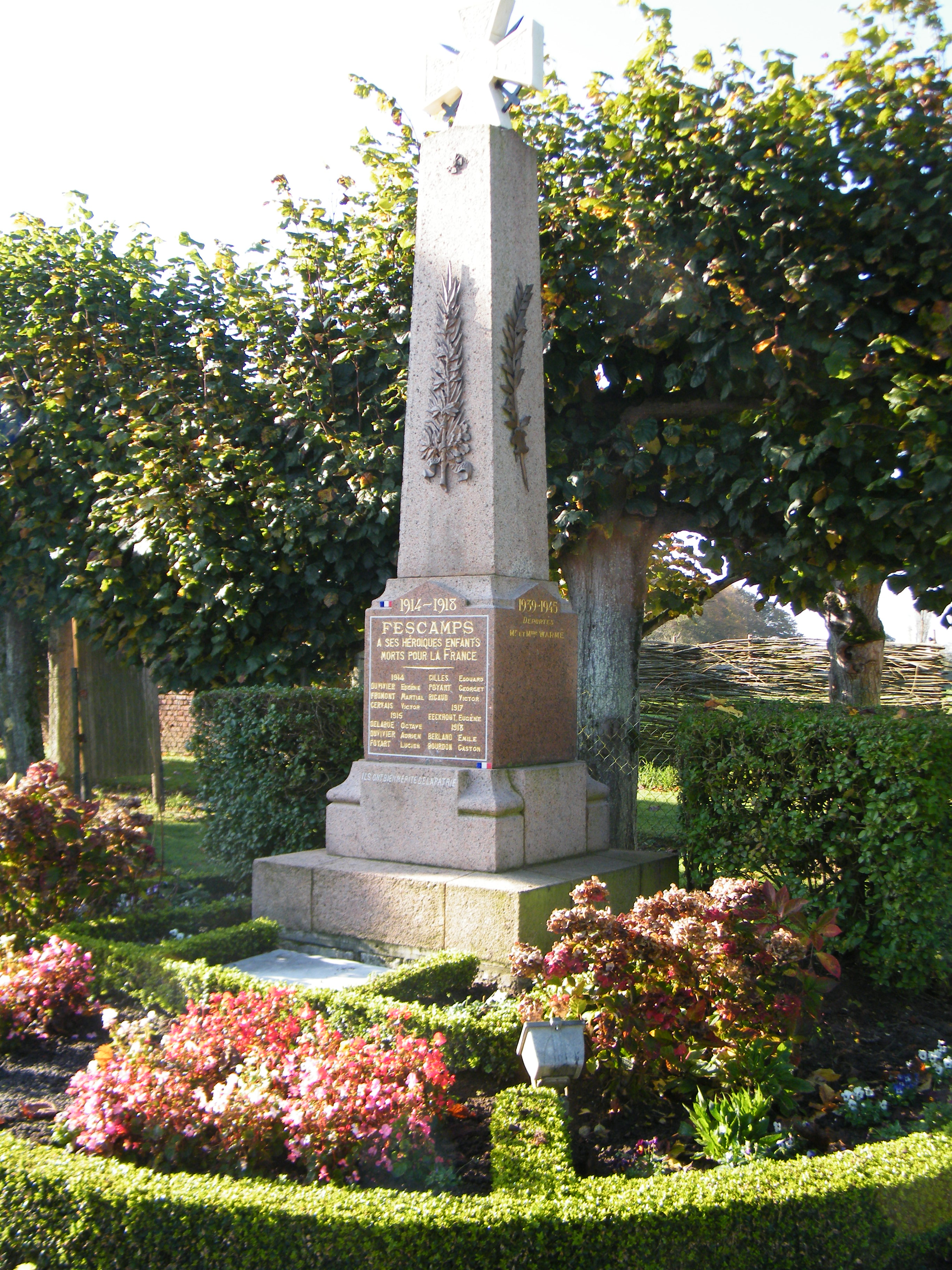
Monument.
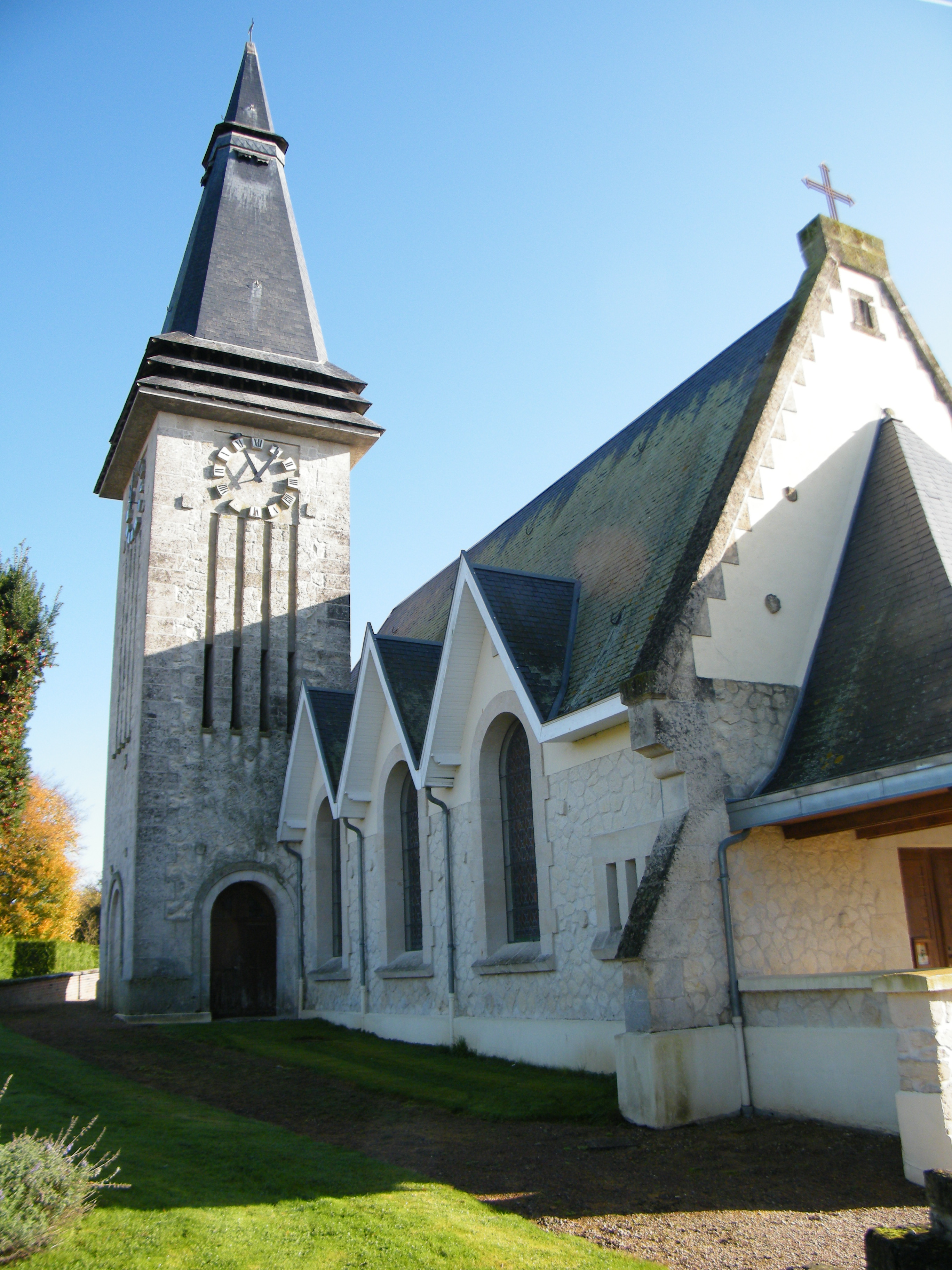
Autre vue de Saint-Pierre.
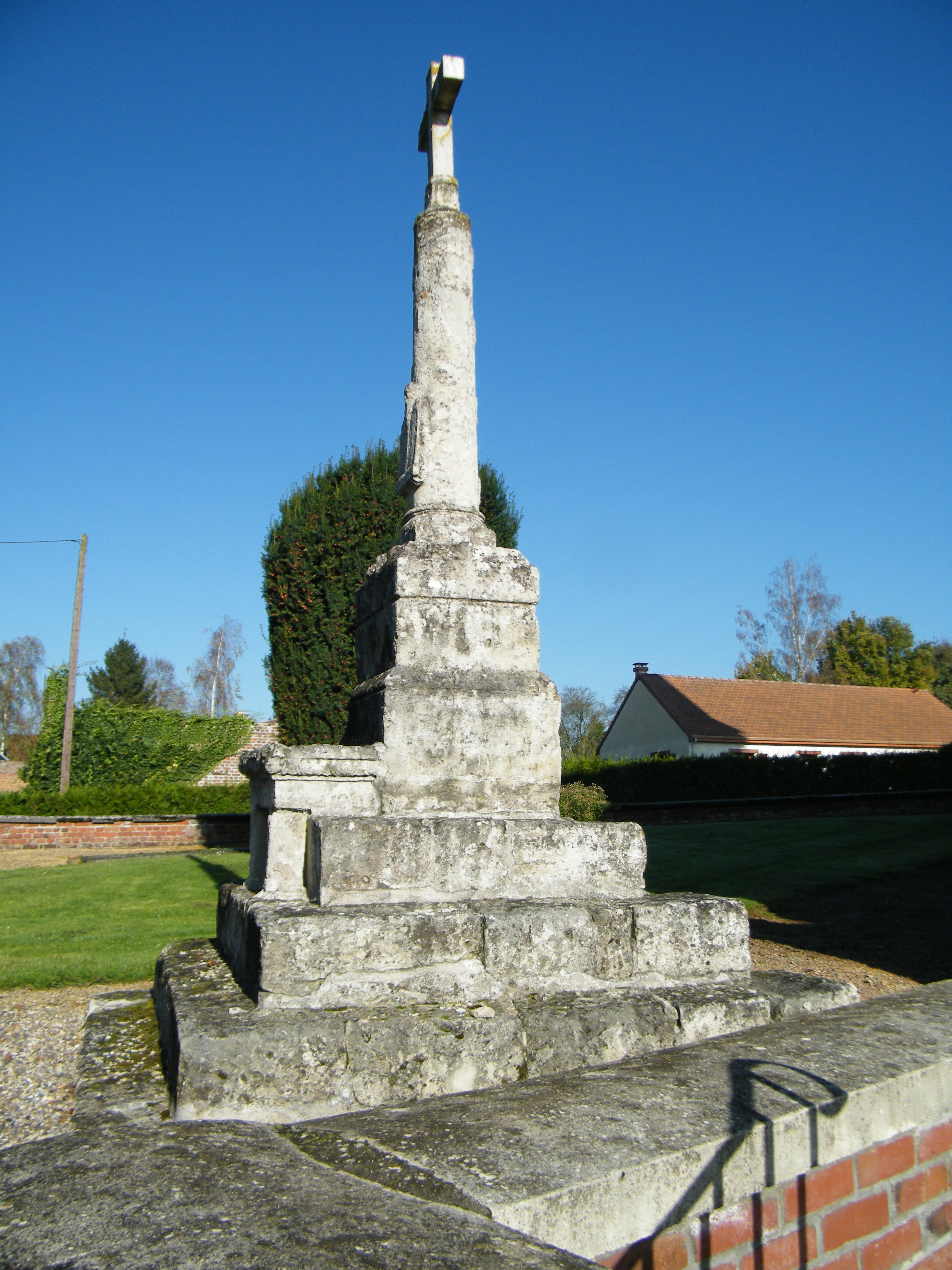
Calvaire près de l'église.
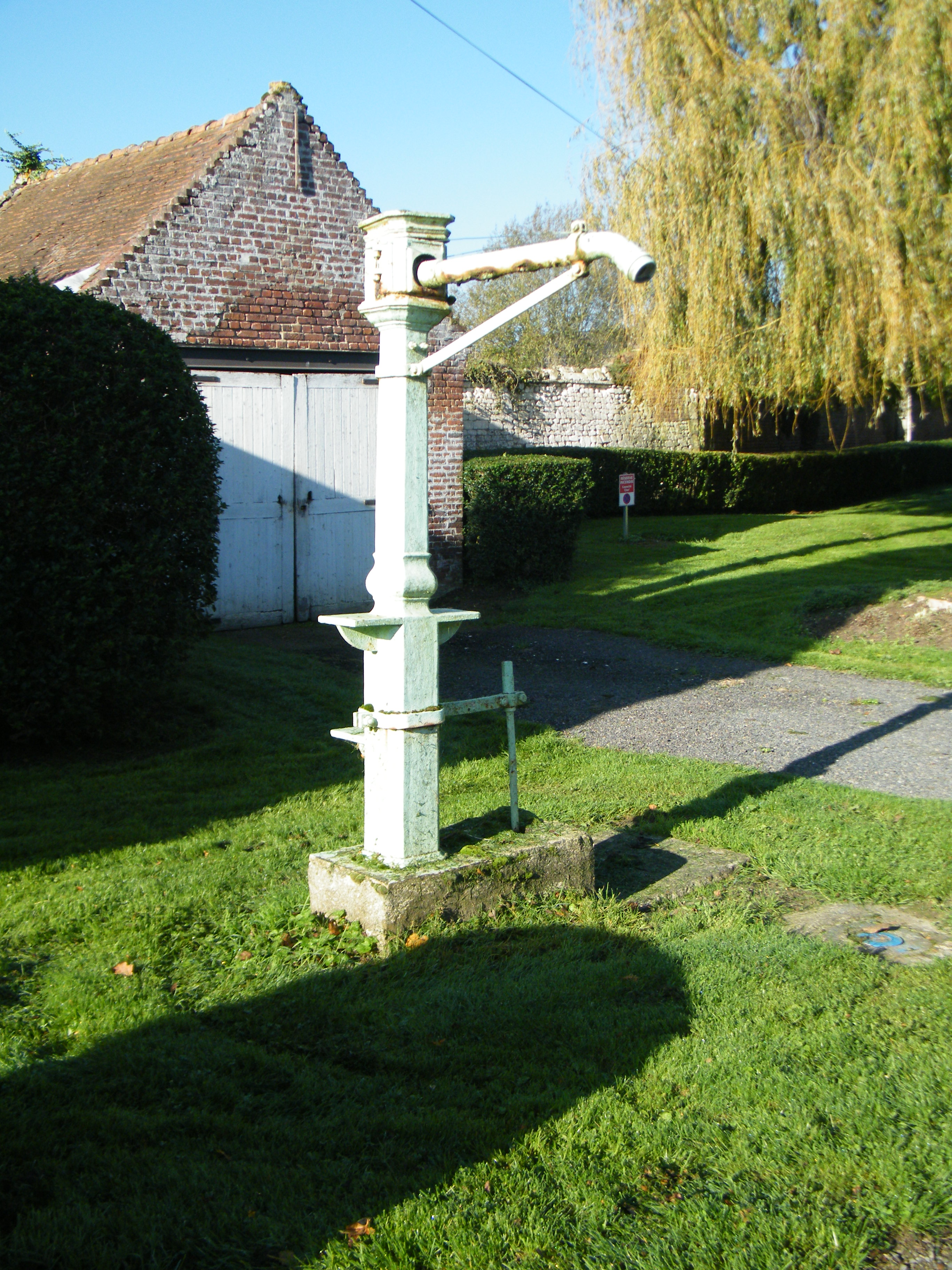
Petit patrimoine.

### Personnalités liées à la commune
- Desanlis Louis, né le 6 novembre 1771 à Fescamps, sergent d'infanterie de ligne dans les armées de Napoléon Ier, 22 campagnes de guerre, chevalier de la Légion d'honneur en 1813[réf. nécessaire].